# Arthur Whistler
Pour les articles homonymes, voir Whistler.
Wayne Arthur Whistler (12 octobre 1944 - 2 avril 2020) est un ethnobotaniste américain. Professeur adjoint au département de botanique de l'Université d'Hawaï, c'est un expert de la flore tropicale des îles du Pacifique, en particulier des Samoa et des Tonga,.

## Biographie
Whistler est né près de Death Valley, dans le comté de San Bernardino, en Californie,. Il obtient un BA en biologie auprès de l'Université de Californie à Riverside, en 1965, une maîtrise en botanique de l'Université de Californie à Santa Barbara, en 1966. Après avoir obtenu ses deux premiers diplômes, Whistler a servi dans le Peace Corps en tant qu'enseignant aux Samoa occidentales (de nos jours connues sous le nom de Samoa). Il a ensuite déménagé à Hawaï, où il a terminé un doctorat en botanique à l'Université d'Hawaï à Mānoa, en se spécialisant dans l'étude de la flore samoane, en 1979.
Après avoir obtenu son doctorat, Whistler a obtenu un poste au National Tropical Botanical Garden de Kauai et est devenu chercheur affilié au Bishop Museum. Il a aussi été professeur adjoint au département de botanique de l'Université d'Hawaï et à l'Arboretum de Lyon, un jardin botanique géré par l'université. Il possédait également une société de conseil, Isle Botanica, et a travaillé sur des projets axés sur les plantes aux Fidji, aux Îles Marshall, dans les îles Mariannes du Nord, aux Samoa et aux Tonga.
Art Whistler a mené des projets de recherche dans l'ensemble de l'Océanie, mais s'est spécialisé dans l'étude de la flore des Samoa et des Tonga. Selon ses collègues, il connaissait le nom en langue samoane de presque toutes les plantes endémiques de ce pays. Whistler a vécu aux Samoa dans les années 1970, avant que l'exploitation forestière et le tourisme n'entraînent la déforestation d'une grande partie des forêts tropicales du pays. Il a passé plusieurs décennies à former des Samoans sur la flore locale et ses utilisations. Whistler a non seulement cherché à protéger les forêts du Samoa à travers ses programmes, mais aussi à ressusciter certaines des utilisations culturelles et pratiques perdues de celles-ci.
Whistler présentait déjà des symptômes du COVID-19 quand il est revenu à Hawaï d'un voyage dans l'État de Washington pour rendre visite à sa famille le 4 mars 2020. Il s'est fait soigner aux urgences d'un hôpital hawaïen, mais n'a pas été testé pour le coronavirus, malgré ses symptômes. Whistler a été transféré par ambulance au centre médical Kaiser Permanente Moanalua à Honolulu le 7 mars en raison de difficultés respiratoires. Il a alors été testé positif au COVID-19 le 8 mars et a été placé en réanimation le 10 mars, mais son état a continué de se détériorer durant les trois semaines suivantes. Art Whistler est mort de COVID-19 à l'hôpital Kaiser Moanalua à Honolulu le 2 avril 2020, à 75 ans. Sa mort représente le troisième décès d'Hawaï lié à la pandémie de COVID-19.
Au moment de sa mort, Whistler avait presque achevé un nouveau livre intitulé Flora of Samoa, sur lequel il avait travaillé pendant de nombreuses années Le livre devait être un guide définitif des plantes endémiques des Samoa.

## Liste partielle des travaux
- Rainforest Trees of Samoa: A Guide to the Common Lowland and Foothill Forest Trees of the Samoan Archipelago, University of Hawaiʻi Press

- Plants in Samoan Culture: The Ethnobotany of Samoa, University of Hawaiʻi Press

- The Samoan Rainforest: A Guide to the Vegetation of the Samoan Archipelago, University of Hawaiʻi Press

- Samoan Herbal Medicine: 'O La'au ma Vai Fofo o Samoa, University of Hawaiʻi Press

- Wayside Plants of the Islands: A Guide to the Lowland Flora of the Pacific Islands, University of Hawaiʻi Press

- Polynesian Herbal Medicine, University of Hawaiʻi Press

- Flowers of the Pacific Island Seashore: A Guide to the Littoral Plants of Hawai'i, Tahiti, Samoa, Tonga, Cook Islands, Fiji, and Micronesia, University of Hawaiʻi Press

- Tongan Herbal Medicine, University of Hawaiʻi Press